# Свиридов, Дмитрий Васильевич
Дмитрий Васильевич Свиридов (1812—1874) — генерал-майор, участник Кавказской войны.
Происходил из дворян Саратовской губернии, родился в 1812 году. Образование получил в Главном инженерном училище, откуда 6 декабря 1829 года был выпущен полевым инженер-подпоручиком, с назначением в Санкт-Петербургскую инженерную команду.
В 1840 и 1841 годах штабс-капитану Свиридову, состоявшему в то время на службе в Омской инженерной команде, было поручено возведение в Киргизской степи двух укреплений: Акмолинского и Джергам-Ачачского, причем он выдержал несколько вооружённых налётов киргиз-кайсаков, за труды и усердие, выказанные им при этом, он был награждён орденом св. Станислава 3-й степени.
С 1844 года Свиридов, будучи в то время в чине капитана, по личному желанию, был переведён в Грузинский инженерный округ, с назначением в Тифлисскую инженерную команду, с первых же дней его на новом месте службы Свиридов участвует его в непрерывных боевых столкновениях с горцами в продолжение восьми лет.
События 1843 года, памятные успехами Шамиля и целым рядом неудач, понесённых русскими войсками, требовали энергичных и настойчивых действий для более прочного водворения нашего влияния на Кавказе, поколебленного временными успехами горцев. Сознавая последствия ермоловской системы ведения войны с горцами, правительство вынуждено было вернуться к ней и медленно, шаг за шагом, но зато наверняка покорять пылавшую огнём восстания страну. Вследствие этого с открытием военных действий в лесах начали прорубать просеки, в горах и скалах прокладывались дороги и возводился целый ряд укреплений, могущих служить прочной базой для дальнейших операционных действий в Чечне и Дагестане. Свиридов принял самое деятельное участие в борьбе с природой и с горцами.
В 1844 году, с 14 мая по 19 ноября, он находился в составе войск Назрановского отряда и под руководством и наблюдением его было выстроено Назрановское укрепление, один из первых оплотов против горцев. В следующем году, в составе того же отряда, Свиридов участвовал 5 июня в быстром и удачном набеге на аул Шаудан-Шари и за отличие, оказанное им в этом деле, был награждён орденом св. Анны 2-й степени. Затем все время до конца года он заведовал работами на реке Сунже при устройстве Назрановского укрепления и двух сунженских станиц, которые к осени того же года были окончательно готовы. За труды, положенные им на это дело, он был награждён орденом св. Владимира 4-й степени.
В 1846 году, в составе отряда генерал-майора Нестерова, Свиридов почти весь год руководил постройкой Ачхоевского укрепления и 15 октября участвовал в отражении нападения горцев на русский отряд, причём за отличие, оказанное им при этом, был произведён в подполковники. Принимая затем, в 1848 году, деятельное участие при осаде и взятии аула Гергебиль, он был награждён императорской короной к ордену св. Анны 2-й степени. В 1849 году Свиридов был зачислен в ведомство начальника инженеров Отдельного Кавказского корпуса и, находясь в Чеченском отряде, принимал участие при возведении укрепления Тецли-Кичу.
Следующий год доставил ему новые отличия. Находясь в отряде генерала Нестерова (с 15 января по 15 февраля) он участвовал неоднократно в делах с горцами и за отличие, оказанное им при этом, был произведён в полковники. В 1851 и 1852 годах также принимал участие в экспедициях против горцев (в отряде генерал-лейтенанта Завадовского) и два раза был награждён Монаршим благоволением.
Затем наступает для него период мирной деятельности, продолжавшийся двенадцать лет. В 1855 году он был перечислен в Тифлисскую инженерную команду, в которой пробыл недолго. Как выдающийся инженерный штаб-офицер, в том же году он был назначен начальником VII округа корпуса инженеров военных поселений (впоследствии Кавказский инженерный округ). На своем новом посту Свиридов зарекомендовал себя с самой лучшей стороны и в 1858 году был награждён орденом св. Владимира 3-й степени. В том же году, вследствие упразднения Кавказского инженерного округа, он был назначен исправляющим должность начальника штаба начальника инженеров Кавказской армии, а 19 октября 1859 года за отличие по службе был произведён в генерал-майоры с утверждением в занимаемой должности.
Последней его наградой был орден св. Станислава 1-й степени, полученный им в 1862 году. Высочайшим приказом от 19 июля 1864 года Свиридов был отчислен по инженерному корпусу. Кроме перечисленных выше орденов и знаков отличий, он еще имел: знак отличия беспорочной службы за XX лет, орден св. Георгия 4-й степени (26 ноября 1856 года, за беспорочную выслугу 25 лет в офицерских чинах, № 9935 по кавалерскому списку Григоровича — Степанова) и бронзовую медаль в память войны 1853—1856 годов.
Свиридов скончался в 1874 году.
Его брат Иван также был генерал-майором и кавалером ордена св. Георгия 4-й степени.